# Régiment de Poly cavalerie
Pour les articles homonymes, voir régiment de Souvré, régiment de Beringhen et régiment de Conti.
Le régiment de Poly cavalerie est un régiment de cavalerie du royaume de France créé en 1667.

## Création et différentes dénominations
- 8 juillet 1667 : création du régiment de Tilladet cavalerie
- 1679 : renommé régiment de Souvré cavalerie
- 5 avril 1700 : renommé régiment de Beringhen cavalerie
- 15 mars 1718 : renommé régiment de Conti cavalerie
- 1er juin 1727 : renommé régiment du Chayla cavalerie
- 10 mars 1734 : renommé régiment d’Ancezune cavalerie
- 21 février 1740 : renommé régiment du Rumain cavalerie
- 31 janvier 1749 : renommé régiment de Poly cavalerie
- 1er décembre 1761 : réformé par incorporation au régiment d’Escouloubre cavalerie

## Équipement

### Étendards
6 étendards de « ſoye aurore, Soleil d’or au milieu brodé en or, & frangez d’or ».
Au revers dans un quarré nuancé est un aigle qui s’élève dans les airs malgré les vents et la foudre, et ces mots : Nec terrent, nec morantur, brodés et frangés d’argent.

Étendards
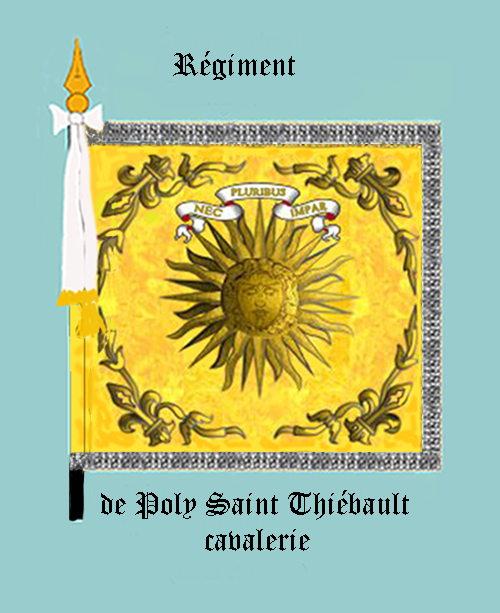
régiment de Poly cavalerie, avers
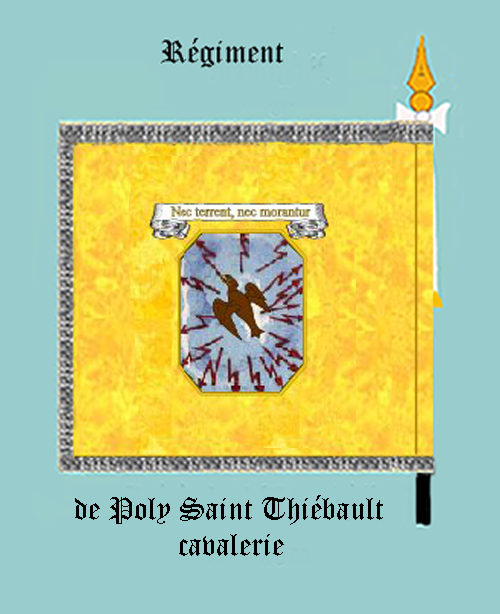
régiment de Poly cavalerie, revers

### Habillement

Uniformes
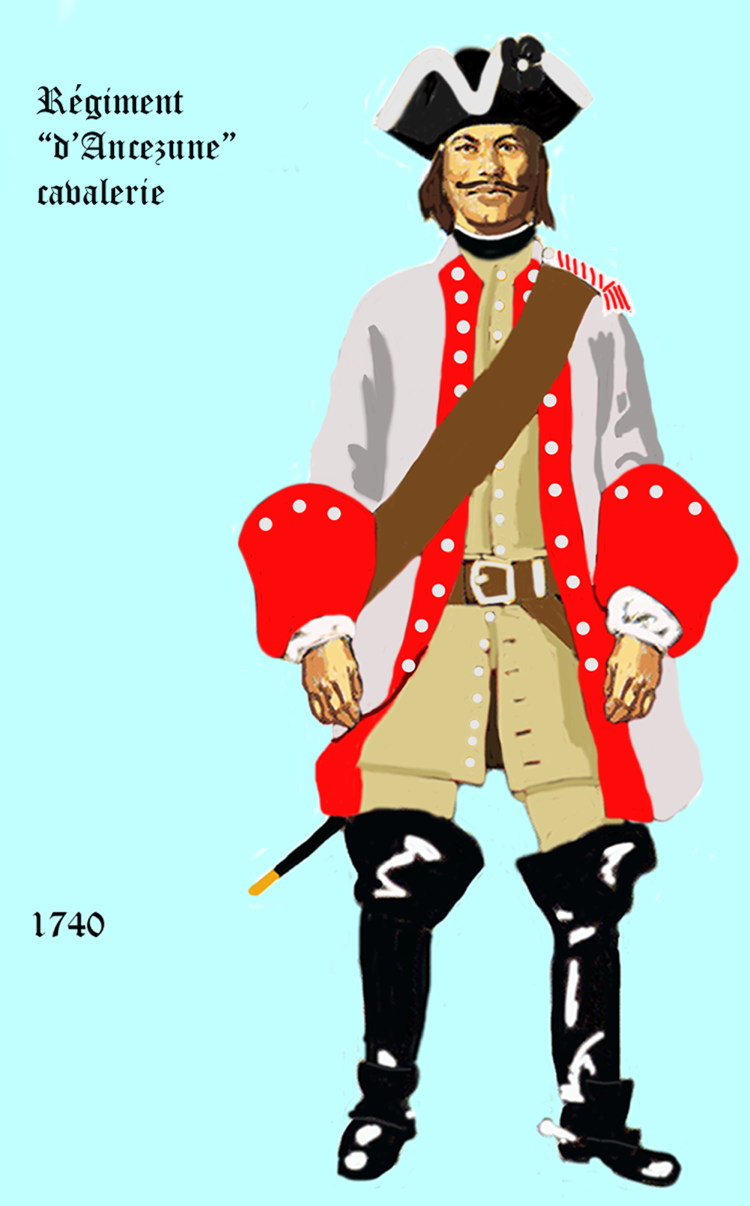
de 1740 à 1757
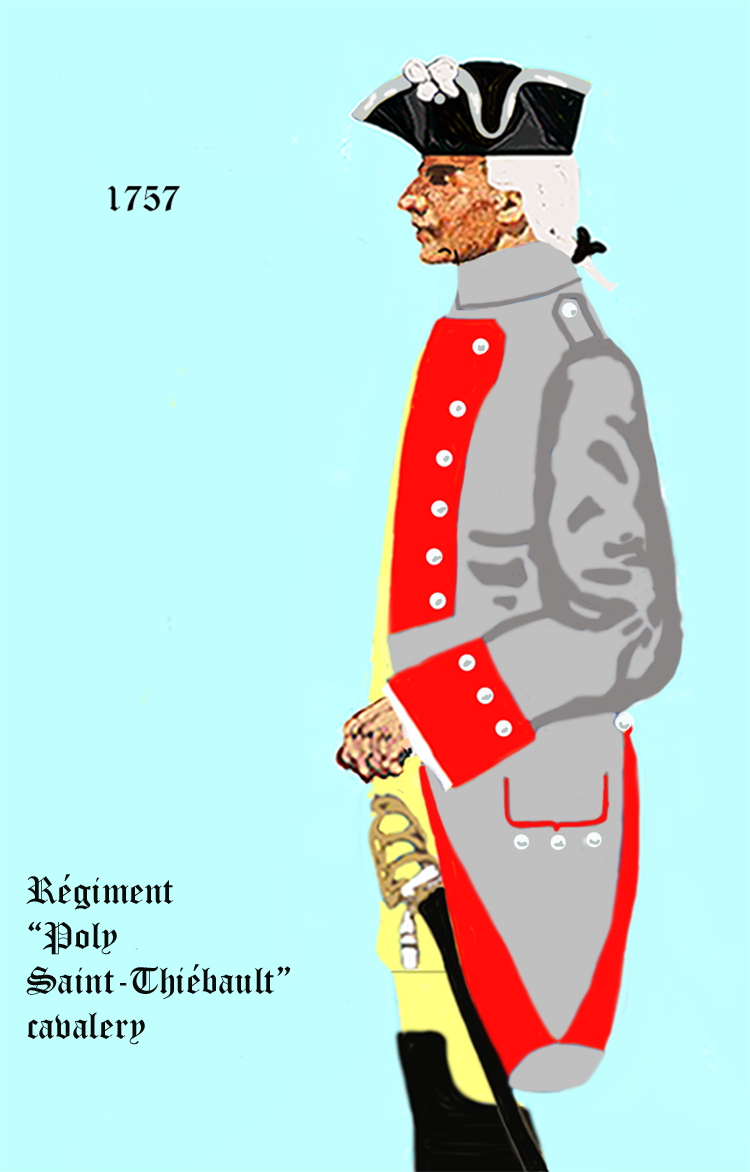
régiment de Poly cavalerie de 1757 à 1761

## Historique

### Mestres de camp
- 8 juillet 1667 : Jean-Baptiste de Cassagnet, marquis de Tilladet, brigadier le 13 février 1674, maréchal de camp le 25 février 1677, lieutenant général le 28 juin 1678, † 22 août 1692
- 1679 : Louis-Nicolas Le Tellier de Souvré, marquis de Souvré
- 5 avril 1700 : Jacques Louis, marquis puis comte de Beringhen, brigadier le 26 octobre 1704, maréchal de camp le 8 mars 1718, † 1er décembre 1723
- 15 mars 1718 : Louis Armand de Bourbon, comte de La Marche puis prince de Conti, maréchal de camp le 22 septembre 1713, lieutenant général le 24 janvier 1719, † 4 mai 1727
- 1er juin 1727 : Nicholas Joseph Balthazar de Langlade, vicomte du Chayla, brigadier le 1er février 1719, maréchal de camp le 20 février 1734, lieutenant général le 1er mars 1738, † 16 décembre 1754
- 10 mars 1734 : Joseph André d’Ancezune d’Ormaison de Caderousse, marquis d’Ancezune, brigadier le 1er août 1734, maréchal de camp le 1er janvier 1740
- 21 février 1740 : Charles Yves le Vicomte, chevalier puis comte du Rumain, déclaré brigadier en novembre 1745 par brevet expédié le 1er mai, déclaré maréchal de camp en janvier 1749 par brevet du 10 mai 1748
- 31 janvier 1749 : François Gaspard de Poly-Saint-Thiébaut, comte de Poly, brigadier le 10 février 1758, déclaré maréchal de camp en décembre 1761 par brevet expédié le 20 février

### Quartiers
- Marney[1]